# Lista över fornlämningar i Sundsvalls kommun (Sättna)
Lista över fornlämningar i Sundsvalls kommun (Sättna) är en förteckning av ett urval av de fornlämningar som finns i Sättna i Sundsvalls kommun.
| Namn                                    | Lämningstyp             | Tillkomsttid | Historisk indelning | Plats | Läge                 | ID-nr          | Bild                                      |
| --------------------------------------- | ----------------------- | ------------ | ------------------- | ----- | -------------------- | -------------- | ----------------------------------------- |
| Sättna 1:1                              | Hög                     |              | Sättna, Medelpad    |       | 62.487807, 17.129342 | 10250000010001 | Ladda upp en bild av detta fornminne      |
| Sättna 1:2                              | Hög                     |              | Sättna, Medelpad    |       | 62.487849, 17.129139 | 10250000010002 | Ladda upp en bild av detta fornminne      |
| Sättna 2:1                              | Hög                     |              | Sättna, Medelpad    |       | 62.474186, 17.156149 | 10250000020001 | Ladda upp en bild av detta fornminne      |
| Sättna 3:1                              | Kyrka/kapell            |              | Sättna, Medelpad    |       | 62.460401, 17.143753 | 10250000030001 | Ladda upp en bild av detta fornminne      |
| Sättna 3:2                              | Begravningsplats        |              | Sättna, Medelpad    |       | 62.460403, 17.143419 | 10250000030002 | Ladda upp en bild av detta fornminne      |
| Sättna 4:1                              | Grav- och boplatsområde |              | Sättna, Medelpad    |       | 62.455495, 17.132099 | 10250000040001 | Ladda upp en bild av detta fornminne      |
| Sättna 5:1                              | Hög                     |              | Sättna, Medelpad    |       | 62.455540, 17.145297 | 10250000050001 | Ladda upp en bild av detta fornminne      |
| Sättna 5:2                              | Hög                     |              | Sättna, Medelpad    |       | 62.455406, 17.145154 | 10250000050002 | Ladda upp en bild av detta fornminne      |
| Gravfältet på Flatamon (Sättna 6:1)     | Gravfält                |              | Sättna, Medelpad    |       | 62.455248, 17.153132 | 10250000060001 | Ladda upp en bild av detta fornminne      |
| Medelpads runinskrifter 14 (Sättna 7:1) | Runristning             | vikingatid   | Sättna, Medelpad    | Byn   | 62.455092, 17.132695 | 10250000070001 | Ladda upp en till bild av detta fornminne |
| Sättna 8:1                              | Fornborg                |              | Sättna, Medelpad    |       | 62.503077, 17.047608 | 10250000080001 | Ladda upp en till bild av detta fornminne |
| 1) Offeraltaret (Sättna 10:1)           | Stensättning            |              | Sättna, Medelpad    |       | 62.459533, 17.045617 | 10250000100001 | Ladda upp en bild av detta fornminne      |
| Sättna 20:1                             | Stensättning            |              | Sättna, Medelpad    |       | 62.459779, 17.192234 | 10250000200001 | Ladda upp en bild av detta fornminne      |
| Sättna 24:1                             | Hög                     |              | Sättna, Medelpad    |       | 62.484238, 17.146369 | 10250000240001 | Ladda upp en bild av detta fornminne      |
| Sättna 32:1                             | Hög                     |              | Sättna, Medelpad    |       | 62.500115, 17.114092 | 10250000320001 | Ladda upp en bild av detta fornminne      |
| Sättna 45:1                             | Hög                     |              | Sättna, Medelpad    |       | 62.454390, 17.120458 | 10250000450001 | Ladda upp en bild av detta fornminne      |
| Sättna 97:1                             | Röse                    |              | Sättna, Medelpad    |       | 62.482298, 17.147894 | 10250000970001 | Ladda upp en bild av detta fornminne      |
| Storbergsbodarna (Sättna 139:1)         | Fäbod                   |              | Sättna, Medelpad    |       | 62.516736, 16.825648 | 10250001390001 | Ladda upp en bild av detta fornminne      |
| Storbergsbodarna (Sättna 139:2)         | Fäbod                   |              | Sättna, Medelpad    |       | 62.516940, 16.828836 | 10250001390002 | Ladda upp en bild av detta fornminne      |
| Höglåsbodarna (Sättna 172:1)            | Fäbod                   |              | Sättna, Medelpad    |       | 62.478930, 16.980258 | 10250001720001 | Ladda upp en bild av detta fornminne      |